# Saison 2009-2010 du Cercle amical lannemezanais
Maillots
Actualités
Cette page présente la saison 2009-2010 du Cercle amical lannemezanais.

## Intersaison
La saison 2009-2010 du CAL marque un véritable tournant pour le club. En effet, pour la première fois de son histoire, le club joue le Championnat professionnel de Pro D2. L'objectif de début de saison est le maintien, à savoir une place dans les 14 premiers sur les 16 équipes qui constituent la poule.
L'intersaison fut très mouvementée, le club devant procéder à de nombreux changements au sein de son équipe, de ses infrastructures et de son budget, afin de répondre aux attentes du Championnat professionnel ainsi qu'aux contraintes de la Ligue nationale de rugby.
La montée, bien qu'acquise sur le plan sportif, a été bien plus difficile sur le plan financier. De nouveaux investisseurs et sponsors, ainsi que des contributions personnelles sont venus garantir le budget final, accepté par la commission qui reconnut le statut d'équipe professionnelle au CAL.

### Le staff
Le président de l'équipe, Jean-Louis Fourcade reste dans sa fonction, alors que pour le duo d'entraîneur, il est à noter le remplacement de Michel Antichan par Patrick Bentayou pour les arrières, Marc Dantin restant toujours au commandement des avants. Olivier Argentin reste lui aussi dans sa fonction de préparateur physique.

### Transferts d'été
L'équipe championne en titre de Fédérale 1 dut faire face à un renouvellement de moitié de sa composition. La moyenne d'âge de l'équipe était assez élevée et certains postes demandaient à être renforcés. Il y eut donc 15 joueurs de l'ancienne équipe qui sont passés professionnels, et 18 nouvelles recrues, pour atteindre un total de 33 contrats pro,.

### Passages en contrat professionnel[5]
| - Yannick Leduc, Pilier. - Pavel Statstny, Pilier. - Laurent Bousquet, Pilier. - Nicolas Sentous, Talonneur. | - Olivier Pujo, Talonneur. - Eric Lacrampe, Deuxième ligne. - Nicolas Pene, Troisième ligne. - Cyril Lin, Troisième ligne. | - Jean-Philippe Delarue, Demi de mêlée. - Jean-Marie Heraut, Demi d'ouverture. - Mathieu Ceolin, Centre. - Steve Pecune, Centre. | - Manu Cascarra, Ailier. - David Marque, Ailier. - Ludovic Mur, Arrière. |

### Nouveau Budget[6]
| Lannemezan est la plus petite ville à posséder une équipe de rugby professionnelle, Top 14 et Pro D2 confondues, avec un peu moins de 6 000 habitants. Avec le Tarbes Pyrénées rugby, le CAL constitue donc le second club professionnel des Hautes-Pyrénées et de la Bigorre. Cette accession va permettre de renouer avec l'histoire avec 2 derbys face à Tarbes, club rival du CAL depuis la fusion ratée du début des années 2000. Pour affronter le professionnalisme, le CAL du donc trouver de nouveaux moyens financiers, nécessaires au fonctionnement et aux travaux du stade. Pour la saison 2009-2010, le budget du club s'élève à 2 019 000 €, dont (selon estimations) : - 120 000 € de prime d'accession en Pro D2. - 730 000 € de droits TV. - 135 000 € de subvention municipale, accordée par la ville de Lannemezan. - 200 000 € de subvention départementale, accordée par le conseil général des Hautes-Pyrénées. - 50 000 € de subvention régionale, accordée par la région Midi-Pyrénées. - 360 000 € de recettes du public, à raison d'une affluence moyenne de l'ordre de 2 000 spectateurs. Le Budget a donc pratiquement quadruplé en passant de la Fédérale 1 (environ 530 000 €), championnat amateur, à la Pro D2, championnat professionnel, mais reste très faible pour le Championnat de Pro D2 (16e et dernier budget de la poule). | \| Lannemezan \| |
| Lannemezan |                  |

## Phase de préparation
- La reprise de l'entraînement a eu lieu le 15 juillet
- Un stage de préparation s'est déroulé les 31 juillet, 1er et 2 août en Val d'Adour, près de Castelnau-Rivière-Basse
- 3 matches se sont déroulés : ceux-ci se sont soldés par 2 victoires (une contre une équipe de Fédérale 1, une contre une équipe de Pro D2) et une défaite (contre une équipe de Pro D2).

| Date         | Compétition           | Adversaire               | Lieu                              | Score final |
| ------------ | --------------------- | ------------------------ | --------------------------------- | ----------- |
| 8 août 2009  | Match Amical          | Orthez (Fédérale 1)      | Stade François-Sarrat, Lannemezan | 26-07       |
| 14 août 2009 | Trophée de la Bigorre | Colomiers rugby (Pro D2) | Stade Maurice-Trélut, Tarbes      | 19-12       |
| 22 août 2009 | Match Amical          | FC Auch (Pro D2)         | Stade Armand-Lousteau, Miélan     | 20-24       |

Le détail de ces matchs se trouve ci-dessous : 

## Championnat

### Poule
| Composition de la poule : - Pays d'Aix RC , de retour en Pro D2. - SU Agen (DF), en Pro D2 depuis 2008, 2e l'an dernier. - FC Auch, en Pro D2 depuis 2008, 12e l'an dernier. - Stade Aurillacois, en Pro D2 depuis 2007, 9e l'an dernier. - Union Bordeaux Bègles, en Pro D2 depuis 2006, 10e l'an dernier. - Colomiers rugby, en Pro D2 depuis 2008, 14e l'an dernier. - US Dax , de retour en Pro D2. - FC Grenoble, en Pro D2 depuis 2006, 11e l'an dernier. - CA Lannemezan , nouveau en Pro D2. - Stade Rochelais (DF), en Pro D2 depuis 2002, 4e l'an dernier. - Lyon OU, en Pro D2 depuis 2002, 6e l'an dernier. - Stade montois , de retour en Pro D2. - RC Narbonne, en Pro D2 depuis 2007, 13e l'an dernier. - US Oyonnax (F), en Pro D2 depuis 2001, 5e l'an dernier. - Section paloise, en Pro D2 depuis 2006, 8e l'an dernier. - Tarbes Pyrénées, en Pro D2 depuis 2000, 7e l'an dernier. : Promu de Fédérale 1 - : Relégué de Top 14 · (F) : Finaliste 2008-09 - (DF) : Demi-finaliste 2008-09 À noter la localisation des villes ayant une équipe en Pro D2 : les 16 équipes se trouvent en dessous de la ligne horizontale La Rochelle-Oyonnax, plus particulièrement dans le sud ouest qui concentre la majorité des équipes (9). | \| Aix-en-Provence Agen Bordeaux Colomiers Lannemezan Tarbes Auch Pau Oyonnax Lyon Narbonne La Rochelle Aurillac Dax Mont-de-Marsan Grenoble \| |
| Aix-en-Provence Agen Bordeaux Colomiers Lannemezan Tarbes Auch Pau Oyonnax Lyon Narbonne La Rochelle Aurillac Dax Mont-de-Marsan Grenoble | |

### Résultats
En raison de l'absence des installations nécessaires en termes d'éclairage, les matches de nuit (le samedi soir à 18h ou 18 h 30) ne sont pas possibles. Le CAL jouera donc ses matches à domicile le dimanche après-midi.
Les résultats sont consignés dans les tableaux ci-dessous. La légende des pictogrammes utilisés est la suivante :
| : Victoire du Cercle amical lannemezanais : Match nul du Cercle amical lannemezanais : Défaite du Cercle amical lannemezanais | BO : Bonus offensif (différence d'au moins 3 essais) BD : Bonus défensif (défaite de moins de 7 points) | : Progression dans le classement général · : Régression dans le classement général · = : Pas d'évolution dans le classement général |

#### Résultats de la phase aller
Le premier match officiel de l'année, à Grenoble, était un véritable test pour ce nouveau groupe qui n'avait effectué que 2 matchs amicaux avec tout l'ensemble de l'équipe (contre Colomiers, puis Auch). Il fut marqué par une trop grande indiscipline qui a conduit à la défaite de CAL, trop souvent en infériorité numérique, et encaissant 5 essais.
| Date              | Compétition  | Adversaire      | Lieu                                 | Score final | Bonus                                    | Classement CAL | Points CAL |
| ----------------- | ------------ | --------------- | ------------------------------------ | ----------- | ---------------------------------------- | -------------- | ---------- |
| 29 août 2009      | Pro D2 - J1  | Grenoble        | Stade Lesdiguières, Grenoble         | 39-10       | BO pour Grenoble (5 essais à 1)          | 16e            | 0          |
| 5 septembre 2009  | Pro D2 - J2  | Narbonne        | Stade François-Sarrat, Lannemezan    | 13-16       | BD pour Lannemezan (défaite de 3 points) | 16e (=)        | 1          |
| 12 septembre 2009 | Pro D2 - J3  | Auch            | Stade Jacques-Fouroux, Auch          | 28-03       | BO pour Auch (3 essais à 0)              | 16e (=)        | 1          |
| 19 septembre 2009 | Pro D2 - J4  | Dax             | Stade François-Sarrat, Lannemezan    | 11-23       | -                                        | 16e (=)        | 1          |
| 26 septembre 2009 | Pro D2 - J5  | La Rochelle     | Stade Marcel-Deflandre, La Rochelle  | 22-06       | -                                        | 16e (=)        | 1          |
| 10 octobre 2009   | Pro D2 - J6  | Oyonnax         | Stade François-Sarrat, Lannemezan    | 24-35       | -                                        | 16e (=)        | 1          |
| 17 octobre 2009   | Pro D2 - J7  | Aix-en-Provence | Stade Maurice-David, Aix-en-Provence | 12-08       | BD pour Lannemezan (défaite de 4 points) | 16e (=)        | 2          |
| 24 octobre 2009   | Pro D2 - J8  | Mont-de-Marsan  | Stade François-Sarrat, Lannemezan    | 16-18       | BD pour Lannemezan (défaite de 2 points) | 16e (=)        | 3          |
| 31 octobre 2009   | Pro D2 - J9  | Colomiers rugby | Stade Michel-Bendichou, Colomiers    | 17-13       | BD pour Lannemezan (défaite de 4 points) | 16e (=)        | 4          |
| 7 novembre 2009   | Pro D2 - J10 | Agen            | Stade François-Sarrat, Lannemezan    | 11-41       | BO pour Agen (5 essais à 1)              | 16e (=)        | 4          |
| 22 novembre 2009  | Pro D2 - J11 | Pau             | Stade du Hameau, Pau                 | 25-12       | BO pour Pau (3 essais à 0)               | 16e (=)        | 4          |
| 29 novembre 2009  | Pro D2 - J12 | Bordeaux Bègles | Stade François-Sarrat, Lannemezan    | 09-16       | BD pour Lannemezan (défaite de 7 points) | 16e (=)        | 5          |
| 5 décembre 2009   | Pro D2 - J13 | Tarbes          | Stade Maurice Trélut, Tarbes         | 12-13       | BD pour Tarbes (défaite de 1 point)      | 16e (=)        | 9          |
| 12 décembre 2009  | Pro D2 - J14 | Aurillac        | Stade François-Sarrat, Lannemezan    | 09-19       | -                                        | 16e (=)        | 9          |
| 24 avril 2010     | Pro D2 - J15 | Lyon            | Stade François-Sarrat, Lannemezan    | 17-30       | -                                        | 16e (=)        | 9          |

Le détails de ces matchs se trouve ci-dessous : 

#### Résultats de la phase retour
| Date            | Compétition  | Adversaire      | Lieu                                     | Score final | Bonus                                    | Classement C.A.L. | Points C.A.L. |
| --------------- | ------------ | --------------- | ---------------------------------------- | ----------- | ---------------------------------------- | ----------------- | ------------- |
| 9 janvier 2010  | Pro D2 - J16 | Grenoble        | Stade François-Sarrat, Lannemezan        | 10-43       | BO pour Grenoble (6 essais à 1)          | 16e (=)           | 9             |
| 16 janvier 2010 | Pro D2 - J17 | Narbonne        | Parc des sports et de l'amitié, Narbonne | 56-10       | BO pour Narbonne (8 essais à 1)          | 16e (=)           | 9             |
| 23 janvier 2010 | Pro D2 - J18 | Auch            | Stade François-Sarrat, Lannemezan        | 10-17       | BD pour Lannemezan (défaite de 7 points) | 16e (=)           | 10            |
| 30 janvier 2010 | Pro D2 - J19 | Dax             | Stade Maurice-Boyau, Dax                 | 34-08       | -                                        | 16e (=)           | 10            |
| 6 février 2010  | Pro D2 - J20 | La Rochelle     | Stade François-Sarrat, Lannemezan        | 05-31       | -                                        | 16e (=)           | 10            |
| 20 février 2010 | Pro D2 - J21 | Oyonnax         | Stade Charles-Mathon, Oyonnax            | 29-00       | BO pour Oyonnax (4 essais à 0)           | 16e (=)           | 10            |
| 28 février 2010 | Pro D2 - J22 | Aix-en-Provence | Stade François-Sarrat, Lannemezan        | 32-28       | BD pour Aix-en-Provence                  | 16e (=)           | 14            |
| 6 mars 2010     | Pro D2 - J23 | Mont-de-Marsan  | Stade Guy-Boniface, Mont-de-Marsan       | 46-06       | BO pour Mont-de-Marsan                   | 16e (=)           | 14            |
| 13 mars 2010    | Pro D2 - J24 | Colomiers rugby | Stade François-Sarrat, Lannemezan        | 24-22       | BD pour Colomiers                        | 16e (=)           | 18            |
| 27 mars 2010    | Pro D2 - J25 | Agen            | Stade Armandie, Agen                     | 43-03       | BO pour Agen                             | 16e (=)           | 18            |
| 3 avril 2010    | Pro D2 - J26 | Pau             | Stade François-Sarrat, Lannemezan        | 15-21       | BD pour Lannemezan                       | 16e (=)           | 19            |
| 10 avril 2010   | Pro D2 - J27 | Bordeaux Bègles | Stade André-Moga, Bègles                 | 46-17       | BO pour Bordeaux                         | 16e (=)           | 19            |
| 17 avril 2010   | Pro D2 - J28 | Tarbes          | Stade Maurice-Trélut, Tarbes (1)         | 16-39       | BO pour Tarbes                           | 16e (=)           | 19            |
| 1er mai 2010    | Pro D2 - J29 | Aurillac        | Stade Jean-Alric, Aurillac               | 45-03       | BO pour Aurillac                         | 16e (=)           | 19            |
| 8 mai 2010      | Pro D2 - J30 | Lyon            | Stade Vuillermet, Lyon                   | 44-13       | BO pour Lyon                             | 16e (=)           | 19            |

(1) La rencontre retour entre Lannemezan et Tarbes devait initialement se dérouler à Lannemezan, mais pour favoriser une meilleure affluence pour ce derby de Bigorre, la décision fut prise de jouer le match retour à Tarbes, comme ce fut le cas pour le match aller.

## Statistiques

### Statistiques générales

#### Classement général
À l'issue de la saison :
- Le club classé 1 est directement promu en division supérieure, le Top 14.
- Les clubs classés 2, 3, 4 et 5 jouent les demi-finales (2 contre 5 et 3 contre 4). Les vainqueurs se rencontrent en finale, et le vainqueur de la finale est promu en Top 14.
- Les clubs classés 15 et 16 sont relégués en division inférieure, la Fédérale 1.

Le classement général est le suivant : 
| Place | Club                  | Jours | Vict. | Nuls | Déf. | B.O. | B.D. | P.P. | P.C. | Diff. | Total |
| 1     | SU Agen               | 30    | 21    | 2    | 7    | 11   | 6    | 724  | 378  | +346  | 105   |
| 2     | Lyon OU               | 30    | 18    | 6    | 6    | 7    | 3    | 644  | 431  | +213  | 94    |
| 3     | Stade rochelais       | 30    | 19    | 2    | 9    | 5    | 9    | 607  | 396  | +211  | 94    |
| 4     | US Oyonnax            | 30    | 20    | 0    | 10   | 5    | 4    | 579  | 452  | +127  | 89    |
| 5     | Section paloise       | 30    | 16    | 5    | 9    | 4    | 6    | 545  | 425  | +120  | 84    |
| 6     | FC Grenoble           | 30    | 16    | 5    | 9    | 5    | 5    | 547  | 438  | +109  | 84    |
| 7     | Stade aurillacois     | 30    | 17    | 0    | 13   | 2    | 6    | 575  | 518  | +57   | 76    |
| 8     | RC Narbonne           | 30    | 16    | 0    | 14   | 6    | 3    | 581  | 585  | -4    | 73    |
| 9     | Union Bordeaux Bègles | 30    | 15    | 1    | 14   | 3    | 7    | 507  | 501  | +6    | 72    |
| 10    | Tarbes PR             | 30    | 14    | 0    | 16   | 3    | 11   | 576  | 574  | +2    | 70    |
| 11    | US Dax (R)            | 30    | 13    | 2    | 15   | 2    | 6    | 442  | 494  | -52   | 64    |
| 12    | Stade montois (R)     | 30    | 14    | 2    | 14   | 2    | 7    | 528  | 554  | -26   | 64¹   |
| 13    | FC Auch               | 30    | 9     | 1    | 20   | 3    | 11   | 472  | 535  | -63   | 52    |
| 14    | Colomiers Rugby       | 30    | 7     | 4    | 19   | 1    | 8    | 438  | 623  | -185  | 45    |
| 15    | Provence Rugby (P)    | 30    | 6     | 2    | 22   | 0    | 7    | 426  | 737  | -311  | 35    |
| 16    | CA Lannemezan (P)     | 30    | 3     | 0    | 27   | 0    | 7    | 347  | 897  | -550  | 19    |

(1) Mont-de-Marsan : 5 points de pénalité
Agen est donc qualifié directement pour le Top 14. Les demi-finales ont opposé Lyon à Pau et La Rochelle à Oyonnax. Lannemezan fait partie des relégués, accompagné par Aix.

#### Pourcentage de victoires à domicile
Lannemezan est 16e avec seulement 2 victoires à domicile, soit 13,33 %. Les autres équipes les moins performantes à domicile (Auch, Colomiers, Aix) ont tout de même enregistré 40 % de victoires à domiciles (soit 6 matches).

#### Pourcentage de victoires à l'extérieur
Lannemezan présente le 14e bilan grâce à son unique succès à l'extérieur, à Tarbes (soit 6,67 %), à égalité avec Colomiers. Seul Aix fait moins bien avec aucune victoire à l'extérieur.

#### Nombre d'essais marqués
Lannemezan présente le 15e bilan avec un total de 26 essais marqués, devant Aix (24), derrière Colomiers (28) et Mont-de-Marsan(29). Par comparaison, Agen a marqué 76 essais et Narbonne, 55 (les 2 meilleurs marqueurs du championnat).

#### Affluence par journée
| Jour / Equipe | J2 NARB | J4 DAX | J6 OYO | J8 MT-M | J10 AGEN | J12 BDX | J14 AUR | J15 LOU | J16 GRE | J18 AUCH | J20 ROCH | J22 AIX | J24 COL | J26 PAU | J28 TPR |
| ------------- | ------- | ------ | ------ | ------- | -------- | ------- | ------- | ------- | ------- | -------- | -------- | ------- | ------- | ------- | ------- |
| Affluence     | 2100    | 1080   | 1407   | 1172    | 1320     | 1204    | 951     |         | 771     | 1425     | 901      | 967     | 825     | 1126    | 3731    |

#### Anecdote
Bien que le bilan du CAL soit très faible (27 défaites pour 3 victoires, 19 points au compteur), le bilan de l'équipe n'est pas la plus mauvais de l'histoire de la Pro D2, instaurée en 2000. En effet, en 2004, Périgueux n'avait également enregistré que 3 victoires pour 27 défaites, avec un bilan comptable de seulement 15 points.

#### Évolution du classement du CAL au cours de la saison
| L'évolution du nombre de points du CAL est la suivante : (en abscisse, les journées ; en ordonnées, les points) | L'évolution du classement du CAL est la suivante : (en abscisse, les journées ; en ordonnées, le rang du classement) |

- Statistiques générales

- - Plus grande victoire à domicile : +4 (22e journée : 32-28 contre Aix-en-Provence)
  - Plus grande défaite à domicile : -33 (16e journée : 10-43 contre Grenoble)
  - Nombre de bonus offensifs à domicile : 0
  - Nombre de bonus défensifs à domicile : 5 (contre Auch, Bordeaux Bègles, Mont-de-Marsan, Narbonne et Pau)

- - Plus grande victoire à l'extérieur : +1 (13e journée : 12-13 à Tarbes)
  - Plus grande défaite à l'extérieur : -46 (17e journée : 56-10 à Narbonne)
  - Nombre de bonus offensifs à l'extérieur : 0
  - Nombre de bonus défensifs à l'extérieur : 2 (à Aix-en-Provence et Colomiers)

### Statistiques par joueur
Les statistiques par joueur ne tiennent compte que des matchs du championnat de Pro D2.
| Joueur                | Poste            | Essais | Transf. | Pénal. | Drops | Nbre | Nbre |  | Points totaux marqués |
| Romain Miro           | Pilier           | 1      | 0       | 0      | 0     | 2    | 0    |  | 5                     |
| Pavel Statsny         | Pilier           | 0      | 0       | 0      | 0     | 0    | 0    |  | 0                     |
| Yannick Leduc         | Pilier           | 0      | 0       | 0      | 0     | 0    | 0    |  | 0                     |
| Laurent Bousquet      | Pilier           | 0      | 0       | 0      | 0     | 2    | 0    |  | 0                     |
| Yannick Jambaque      | Pilier           | 0      | 0       | 0      | 0     | 0    | 0    |  | 0                     |
| Eric Smara            | Pilier           | 0      | 0       | 0      | 0     | 0    | 0    |  | 0                     |
| Guillaume Beltran     | Pilier/Talonneur | 0      | 0       | 0      | 0     | 0    | 0    |  | 0                     |
| Nicolas Sentous       | Talonneur        | 2      | 0       | 0      | 0     | 0    | 0    |  | 10                    |
| Olivier Pujo          | Talonneur        | 0      | 0       | 0      | 0     | 0    | 0    |  | 0                     |
| Eric Lacrampe         | Deuxième ligne   | 0      | 0       | 0      | 0     | 1    | 0    |  | 0                     |
| Antoine Bourdin       | Deuxième ligne   | 0      | 0       | 0      | 0     | 0    | 0    |  | 0                     |
| Grégory Bernard       | Deuxième ligne   | 1      | 0       | 0      | 0     | 0    | 0    |  | 5                     |
| Maxime Guiho          | Deuxième ligne   | 0      | 0       | 0      | 0     | 1    | 0    |  | 0                     |
| Jean-Baptiste Cros    | Troisième ligne  | 1      | 0       | 0      | 0     | 0    | 0    |  | 5                     |
| Emmanuel Herbin       | Troisième ligne  | 0      | 0       | 0      | 0     | 0    | 0    |  | 0                     |
| Nicolas Pene          | Troisième ligne  | 0      | 0       | 0      | 0     | 0    | 0    |  | 0                     |
| Cyril Lin             | Troisième ligne  | 1      | 0       | 0      | 0     | 0    | 0    |  | 5                     |
| Damien Costanzo       | Troisième ligne  | 0      | 0       | 0      | 0     | 1    | 1    |  | 0                     |
| Inaki Basauri         | Troisième ligne  | 0      | 0       | 0      | 0     | 0    | 0    |  | 0                     |
| Jean-Philippe Delarue | Demi de mêlée    | 0      | 0       | 0      | 0     | 0    | 0    |  | 0                     |
| Nicolas Duffard       | Demi de mêlée    | 0      | 0       | 0      | 0     | 0    | 0    |  | 0                     |
| Jean-Marie Heraut     | Demi d'ouverture | 0      | 0       | 2      | 0     | 0    | 0    |  | 6                     |
| Thomas Pochelu        | Demi d'ouverture | 0      | 0       | 0      | 0     | 0    | 0    |  | 0                     |
| Steve Pecune          | Centre           | 0      | 0       | 0      | 0     | 0    | 0    |  | 0                     |
| Matthieu Céolin       | Centre           | 2      | 0       | 0      | 0     | 0    | 0    |  | 10                    |
| Damien Tilhac         | Centre           | 0      | 0       | 0      | 0     | 0    | 0    |  | 0                     |
| David Marque          | Ailier           | 0      | 0       | 0      | 0     | 1    | 0    |  | 0                     |
| Manuel Cascarra       | Ailier           | 0      | 2       | 11     | 0     | 0    | 0    |  | 37                    |
| Nicolas Mouret        | Ailier           | 0      | 0       | 0      | 0     | 0    | 0    |  | 0                     |
| Julien Cazenave       | Ailier           | 0      | 0       | 0      | 0     | 0    | 0    |  | 0                     |
| Luc Lafforgue         | Ailier           | 0      | 0       | 0      | 0     | 1    | 0    |  | 0                     |
| Christophe Dasque     | Arrière          | 0      | 0       | 0      | 0     | 1    | 0    |  | 0                     |
| Ludovic Mur           | Arrière          | 0      | 5       | 6      | 0     | 0    | 0    |  | 28                    |
| Pénalisation          |                  | 1      | 0       | 0      | 0     | 0    | 0    |  | 5                     |
| TOTAL                 |                  | 7      | 5       | 10     | 0     | 10   | 1    |  | 116                   |